# Ceva-i-Ra
Ceva-i-Ra o Theva-i-Ra, (nome precedente Scogliera di Conway o meglio Conway Reef), è una barriera corallina a forma di atollo 450 km a sud-ovest delle Isole Figi e politicamente parte della Repubblica delle Isole Figi.. È lunga 2,5 km da est a ovest e larga 1 km e occupa una superficie di circa 2 km², inclusa la laguna e la corona della scogliera. Al centro della barriera si trova una piccola isola sabbiosa, di 320 per 73 m, con una superficie di circa 2 ettari. 240 m a sud dell'isola giace il relitto arenato di una motonave costiera e all'estremità nord-occidentale della scogliera il relitto arenato di un peschereccio. In totale sulla scogliera giacciono tre relitti di navi, dal 1979, 1981 e 2008. L'ultimo relitto fu il peschereccio cinese Shin Sheng No. 165. La scogliera è disabitata, ad eccezione degli uccelli marini, che non mostrano quasi timore degli uomini. Le autorità delle Figi concedono un permesso ai visitatori solo in casi eccezionali, per difendere la scogliera. Dal punto di vista amministrativo la scogliera appartiene alla Divisione Occidentale e alla provincia di Nadroga-Navosa.
Nel 1838 il capitano della Royal Navy Drinkwater Bethune della HMS Conway prese nota della scogliera, ma essa fu mappata solo anni dopo dai Britannici, dal capitano Denham della HMS Herald.
Nel 1983 fu rilevata sull'isola un po' di vegetazione, ma nulla nel 1985. Attualmente c'è di nuovo un po' di vegetazione, alta circa due metri.
La scogliera giace ben 450 km a sud-ovest lontano dalle Isole Figi propriamente dette, che presentano in genere una distanza massima di 75 km tra le isole confinanti (ad eccezione delle Isole Rotuma, che politicamente, ma non geograficamente, appartengono ugualmente alle Isole Figi). Le isole situate più vicino sono le Isole Matthew e Hunter 270 km a ovest-sud-ovest, che politicamente appartengono alla Nuova Caledonia, ma sono rivendicate anche da Vanuatu.
I tentativi di approdo sull'isola della scogliera dovrebbero essere intrapresi solo con l'alta marea in navi con poco pescaggio. La navigazione tra le piante di corallo richiede infatti estrema prudenza.